# DR-Baureihe ET 89
Als Baureihe ET 89 wurden elektrische Triebwagen der Deutschen Reichsbahn (DR) bezeichnet, die speziell für den Einsatz auf der niederschlesischen Strecke Hirschberg–Polaun entwickelt und beschafft wurden.

## Geschichte
Nach der Elektrifizierung der Strecke Hirschberg–Polaun im Riesengebirge im Jahre 1923 wurde im Reisezugverkehr zunächst die spätere Baureihe E 905 verwendet. Da im Abschnitt Josephinenhütte–Polaun die Züge nur sehr gering ausgelastet waren, sollten für einen kostengünstigeren Betrieb Triebwagen zum Einsatz kommen. Die Tschechoslowakischen Staatsbahnen (ČSD) rechneten auf ihrer Teilstrecke nach Achskilometern ab, sodass ein Triebwagen günstiger war als Lokomotive und Wagen. Ab 1926 wurden von Linke-Hofmann-Busch in Breslau und der Waggon- und Maschinenbau (WUMAG) in Görlitz insgesamt elf Fahrzeuge geliefert, welche sich nach der Abstellung der Kinderkrankheiten bewährten und das Bild der Strecke im Riesengebirge schließlich prägten. Die Fahrzeuge waren sowohl bei den Reisenden als auch dem Bahnpersonal überaus beliebt und erhielten alsbald den Spitznamen Rübezahl.
Ab 1934 kamen die Triebwagen dann auch auf der damals neu elektrifizierten Riesengebirgsbahn nach Krummhübel zum Einsatz. Im Frühjahr 1945 gelangten drei Fahrzeuge nach Bayern, wo jedoch nur der ET 89 04 wieder aufgearbeitet und in Betrieb genommen wurde.
Die restlichen Triebwagen sind im heutigen Polen verblieben. 1954 befanden sich in Warszawa Zachodnia ein ET 89 und in Warszawa Grochow drei ET 89; drei befanden sich bei der DOKP Łódź, MD Olechów, zerlegt 1964. Der 1943 nach Unfall ausgemusterte ET 89 11 stand noch 1954 im ehemaligen RAW Lauban, später ZNTK Luban der PKP. Da die PKP keine Verwendungsmöglichkeiten für sie hatten – die Einrichtungen für elektrischen Betrieb waren 1945 abgebaut worden –, wurden sie nach 1954 verschrottet.

## Technische Merkmale
Die Fahrzeuge waren eine Ganzstahlkonstruktion in Nietbauweise. Dabei waren erstmals bei einem Triebwagen Seitenwände und Rahmen zu einem selbsttragenden Wagenkasten verbunden worden. Markant waren die spitz zulaufenden Wagenenden mit den offenen Endbühnen und die Drehgestelle, die jeweils einen Treib- und einen Laufradsatz mit verschiedenen Laufkreisdurchmessern (Treibradsatz: 1.200 mm, Laufradsatz: 1.000 mm) besaßen.
Der ölgekühlte Transformator leistete 500 kVA und wurde in einer besonderen Kammer mittig im Fahrgastraum angeordnet. Zur Spannungsregelung der Fahrmotoren erhielten die Fahrzeuge eine zehnstufige elektromagnetische Schützensteuerung.
In beiden Drehgestellen befand sich je ein in Tatzlagerbauart ausgeführter Wechselstromreihenschlussmotor, der seine Leistung auf die jeweilige Treibachse abgab. Sowohl Motoren als auch Transformator waren fremdbelüftet.
Die beiden Scherenstromabnehmer auf dem Dach entsprachen der Einheitsbauart SBS 9. Anfangs befand sich auch der Ölhauptschalter auf dem Dach; später wurde er nach innen verlegt und neben dem Transformator angeordnet.
Zunächst waren die Fahrzeuge grün lackiert, ab 1933 erhielten sie den Einheitsanstrich für  Triebwagen in Elfenbein und Rot. Der in Bayern vom Bw München Hbf aus eingesetzte ET 89 04 wurde nach 1950 purpurrot lackiert. Seine stirnseitigen Wagenübergänge sowie die Steuerleitung für die Mehrfachtraktion wurden entfernt, da er nur noch einzeln – vor allem zwischen Allach und dem AW Freimann – eingesetzt wurde. 1959 schied er aus dem Dienst der Deutschen Bundesbahn aus.
Im Winter konnten die Fahrzeuge mit Schneepflügen eingesetzt werden.

## Einsatz
Die Triebwagen kamen auf ihrer Stammstrecke Hirschberg–Polaun mit 40 dafür extra gebauten zweiachsigen Einheitswagen als Beiwagen zum Einsatz. Diese verfügten über Steuerleitung, elektrische Heizung und Beleuchtung. Zwei Triebwagen und acht dazwischen eingestellte Beiwagen stellten die normale Zugbildung dar. Es konnten aber auch drei Triebwagen mit zwölf Beiwagen verkehren, dabei war der dritte Triebwagen in Zugmitte eingereiht. Im Abschnitt Josephinenhütte-Polaun fuhren die Triebwagen meist allein, die restliche Zuggarnitur blieb in Josephinenhütte zurück. Ab 1934 wurden für eine noch flexiblere Zugbildung acht vierachsige Steuerwagen als Baureihe ES 89 beschafft; die Beiwagen wurden dafür bis auf eine Reserve abgegeben.
Durch die Steuerwagen wurden auch Triebwagen frei, sodass die Triebwagen nun auch auf anderen Strecken im Riesengebirge eingesetzt wurden.